# 김해동광초등학교
김해동광초등학교는 대한민국 경상남도 김해시 동상동에 위치한 공립 초등학교이다.

## 연혁
- 1898년 2월 19일 사립육영학교로 개교
- 1906년 9월 1일 공립김해보통학교 인가
- 1911년 11월 1일 김해공립보통학교 개칭[1]
- 1938년 4월 1일 김해제1공립심상소학교로 개칭[2]
- 1941년 4월 1일 김해제1공립국민학교로 개칭[3]
- 1944년 4월 1일 김해동광공립국민학교로 개칭
- 1996년 3월 1일 김해동광초등학교로 개칭[4]
- 1998년 3월 31일 개교 100주년 기념 동산 준공
- 2016년 9월 1일 제29대 손승원 교장 부임
- 2017년 2월 17일 제109회 졸업식(26,810명)

## 상징
- 교화 - 장미 : 정열, 열정 밝고 아름다운 빛깔과 향기처럼 불의에 타협하지 않는 정직함과 슬기로운 지혜를 지닌 어린이를 상징하는 것으로 나라를 사랑하고 부모님께 효도하여 친구와 영원한 우정을 나누는 김해동광인
- 교목 - 은행나무 : 장수, 기상, 번창 높이 뻗어 가는 강건한 기상과 연륜을 쌓을수록 더해가는 고아한 기품을 상징하는 것으로 몸과 마음이 건강한 김해동광인
  - 1. 환경적응력이 뛰어나 어디서든 잘 자란다.
  - 2. 암,수 구분되어 있으며 바람에 의해 수분이 이루어진다.
  - 3. 치명적인 병해충이 없어 재배할 수 있는 유일한 나무이다.
  - 4. 나무의 수명이 매우 길어 다른 유실수나 과수와는 달리 경계 수령의 한계가 없다.
  - 5. 전지, 전정이 필요 없다.
  - 6. 열매의 겉껍질에 냄새가 많이 난다. (다른 동물로부터 종자 보호)
- 교조 - 까치 : 기쁜 소식 새로운 소식과 희망찬 소식을 상징하는 것으로 상대방에게 기쁨과 행복을 선사하는 사람, 남보다 앞서가는 김해동광인
  - 1. 까치는 날개가 짧고 둥굴게 생겨 먼 거리를 날 수 없다.
  - 2. 까치는 자기 주변의 냄새를 잘 맡는다.
  - 3. 까치는 둥지를 짓는데 있어 그 해 날씨에 따라 민감하게 반응 한다.

## 참고 자료
- 김해동광초등학교 - 한국교육학술정보원 학교알리미